# Марко Випсаније Агрипа
Марко Випсаније Агрипа (лат. Marcus Vipsanius Agrippa; 63. п. н. е.—12. п. н. е.), био је чувени римски војсковођа и пријатељ и блиски сарадник цара Октавијана Августа. Познат је по многим победама, између осталих, бици код Акцијума, у којој је поразио Октавијановог ривала Марка Антонија и египатску краљицу Клеопатру, и уништењу кантабријских и астурских побуна у Хиспанији чиме је окончано римско освајање Пиринејског полуострва.

## Биографија
Агрипа је био из скромног рода. Имао је једнако година као и Октавијан и учио је са њим у Аполонији када су стигле вести о убиству Јулија Цезара (44. п. н. е.). По његовом савету Октавијан је одмах кренуо у Рим. Агрипа је одиграо истакнуту улогу у рату против Луција Антонија и Фулвије, односно брата и жене Марка Антонија, који је завршио освајањем Перузије (40. п. н. е.). Две године касније угушио је устанак Аквитанаца у Галији и прешао је Рајну да казни провале Германа. На својем повратку одбио је прославити тријумф али је прихватио службу конзула 37. п. н. е.
У то време Секст Помпеј, с којим је рат био неизбежан, је владао морем на обалама Италије. Како би га победио, Агрипа је прво морао осигурати луке за своју морнарицу. То је постигао пресекавши копнене везе које су одвајале Лукринско језеро од мора тако створивши спољашње луку. Унутрашњу луку је такође створио повезујући Авернско језеро са Лукринским. Агрипа је отприлике тада оженио Помпонију Цецилију Атику, кћер Цицероновог пријатеља Тита Помпонија Атика. Чим је именован врховним поморским заповедником, започео је с обуком своје посаде све док није био спреман суочити се с Помпејевом морнарицом. 36. п. н. е. је победио код Мила и Наулоха након чега је примио част поморског венца за своју службу. Када је изабран за едила 33. п. н. е. означио је раздобље своје службе стварајући велике доприносе у граду Риму, обнављајући и градећи акведукте, повећавајући и чистећи Клоаку Максиму, градећи купалишта и тријемове те засађујући вртове. Такође је дао подстицај јавним изложбама уметнина. Октавијаново хвалисање да је преузео град од цигли, а оставио га у мрамору заправо с великом исправношћу може изрећи Агрипа.
Када је избио рат с Антонијем опет је позван да преузме заповедништво над морнарицом. Победа код Акција (31. п. н. е.), којом је Октавијан постао господар Рима и светског царства, углавном је Агрипина заслуга. Октавијан му је у знак захвалности понудио руку своје нећакиње Марцеле (28. п. н. е.). То би значило да је његова прва супруга Помпонија или умрла или се развела. Агрипа је 27. п. н. е. по трећи пут изабран за конзула, а исте године је и сенат доделио Октавијану царски наслов Augustus ("узвишени").
Вероватно у спомен битке код Акција Агрипа је саградио и посветио зграду која је претходила Хадријановом Пантеону у Риму који је остао сачуван. Натпис на каснијој згради која је саграђена око 125. садржи текст натписа с Агрипине зграде из времена његова трећега конзуловања. Године које су следиле након својега трећег конзуловања, Агрипа је провео у Галији реформишући провинцијалну администрацију и порезни систем, а уз то је саградио ефикасни систем друмова и акведукта, чији се сјајан пример може видети близу данашњега Нима.
Чини се да је Агрипино пријатељство с Августом било замрачено завишћу свога шурака и Августовог нећака и зета Марцела, кога су вероватно подбадале интриге Ливије, треће Августове жене, која се бојала Агрипиног утицаја на њеног мужа. Резултат томе био је Агрипин одлазак из Рима, наводно да преузме управљање над Сиријом. То је била врста часног прогонства, али заправо је Агрипа само послао својег посланика на исток, док је он сам остао на Лезбосу. Након Марцелове смрти, која се догодила за мање од годину дана, у Рим га је позвао Август који је схватио да му требају његове услуге.
Говори се да је Мецена саветовао Августу да привеже Агрипу још ближе себи тако да га учини својим зетом. У складу с тиме Август је наговорио Агрипу да се разведе од Марцеле и ожени његовом кћери Јулијом (21. п. н. е.) која је била Марцелова удовица и једнако чувена по својој лепоти и способностима као и по својој бесрамној разузданости. Агрипи је поверено 19. п. н. е. гушење устанка Кантабријаца у Хиспанији. По други пут је именован управитељем Сирије (17. п. н. е.) где је његова праведна и мудра администрација задобила поштовање и добру вољу становништва провинције, посебно Јевреја. Агрипа је такође поновно успоставио римску контролу над Кимеријским Херсоном (данашњи Крим) током свога управљања. Његова задња јавна служба био је почетак освајања подручја горњега Дунава, које ће касније постати римска провинција Панонија (13. п. н. е.). Умро је у марту у Кампањи у својој педесет и првој години. Август је у његову успомену приредио величанствен погреб.
Осим што је био војсковођа, Агрипа је био познат као писац, посебно о географији. Под његовим надзором остварена је Цезарова замисао о потпуној премеру царства. Од приручних средстава направио је округлу карту света коју је Август урезао у мермер и након тога је смештена у колонаде које је изградила његова сестра Паула. Уз његове рукописе налазила се и аутобиографија која се изгубила. Агрипа је имао неколико деце; с Цецилијом Атиком кћер Випсанију која је постала прва жена цара Тиберија; с Клаудијом Марцелом кћер Випсанију Марцелу; с Јулијом Старијом три сина Гаја Цезара, Луција Цезара и Агрипу Постума и две кћери Агрипину Старију, касније Германикову жену, и Јулију Млађу, која се удала за Луција Емилија Паула.